# Kriophoros

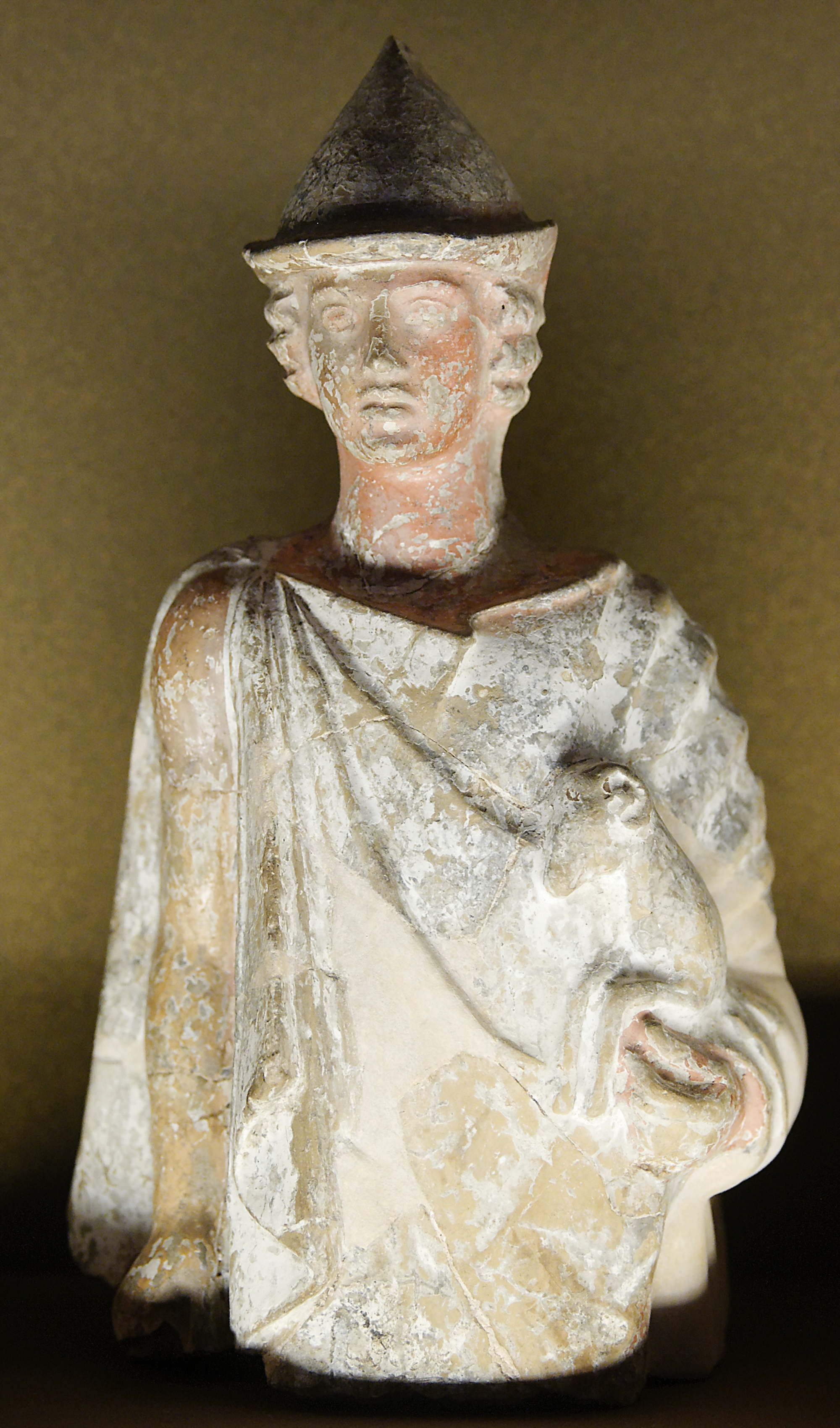
Idole en terre cuite peinte dHermès Kriophoros découverte Thèbes en Béotie, vers 450 avant notre ère (Musée du Louvre).

Le kriophoros (en grec moderne : κριοφόρος   ) ou criophore, le « porteur de bélier », est une figure commémorant le sacrifice solennel d'un bélier et est devenu par la suite une épithète d'Hermès : Hermès Kriophoros .

Dans la ville béotienne de Tanagra, Pausanias raconte un mythe local attribuant au dieu le salut de la ville alors ravagé par la peste. Il aurait porté un bélier sur ses épaules et fait le tour des murs de la ville. 
Mercure y a deux temples, l’un sous le nom de Criophorus (porte-bélier), l’autre sous celui de Promachus. Ce premier surnom lui fut donné, dit-on, parce qu’il détourna de la ville une maladie contagieuse, en portant un bélier autour des murs ; c’est pour cela que Calamis a fait la statue de Mercure portant un bélier sur ses épaules. Le jour de la fête du dieu, celui des adolescents qui a été jugé le plus beau fait le tour des murs de la ville portant un agneau sur ses épaules.
Le mythe peut fournir une explication étiologique d'une pratique cultuelle, réalisée dans le but d'éviter les miasmes qui apporteraient la maladie. Il s'agit d'un acte propitiatoire dont les origines se sont perdues, mais que l'iconographie a figé. Ainsi, on peut retrouver les reflets de l'Hermès criophore perdu de Calamis sur les monnaies romaines de la ville.
En Messénie, au bosquet sacré de Karnasus, Pausanias note qu'Apollon Karneios et Hermès Kriophoros faisaient l'objet d'un culte commun, avec les porteurs de béliers (kriophoroi) qui se joignaient aux rites d'initiation masculins.

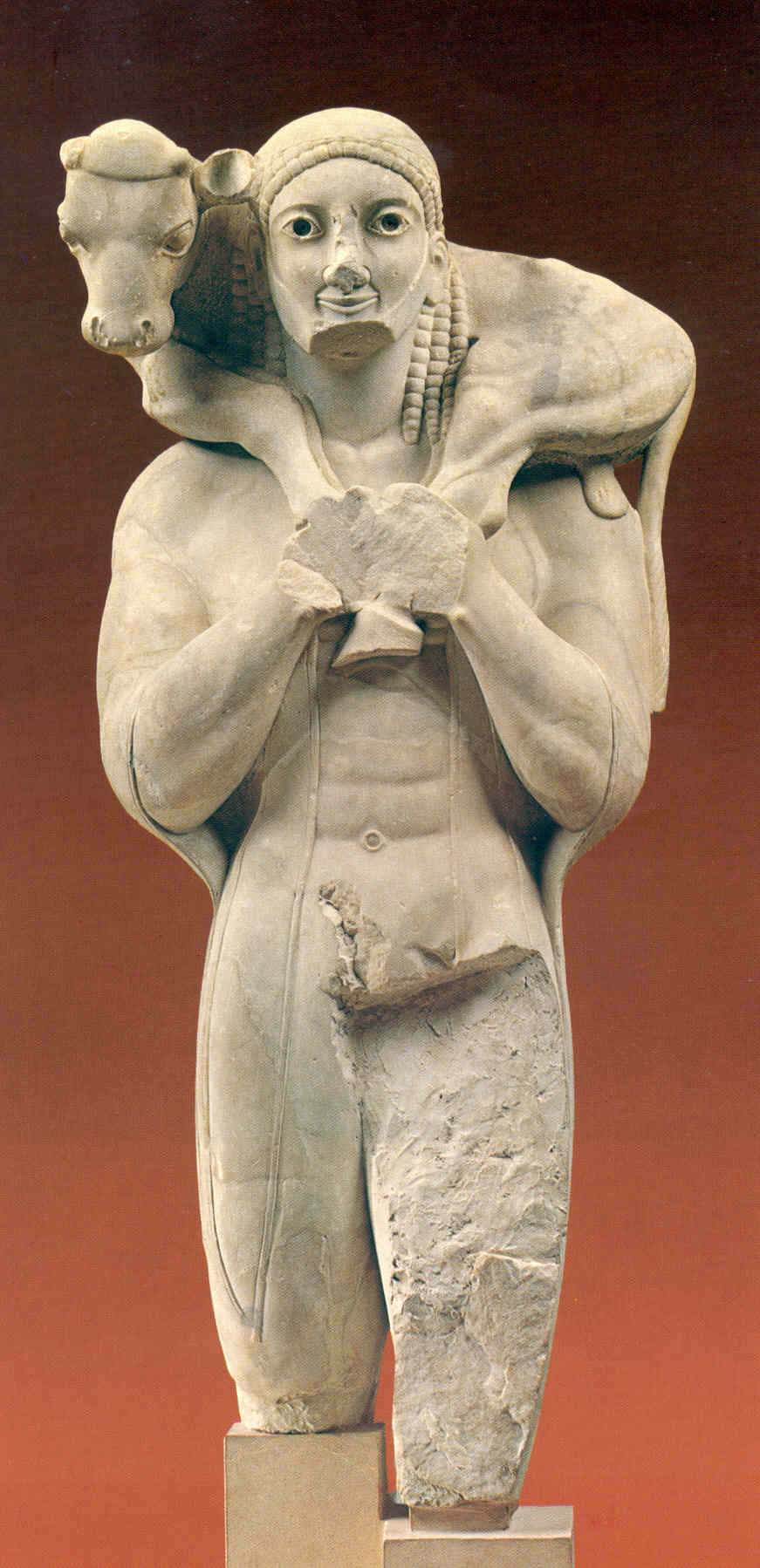
Le Moscophore de l'Acropole, c. 570 av. J.-C.

Une description par Pausanias d'un Kriophoros dédié à Olympie, par le sculpteur Onatas, a été comparée par José Dörig avec une statuette en bronze de 8,6 cm se trouvant au Cabinet des Médailles à Paris permettant de reconstituer le style sévère du sculpteur.
Parfois il arrive sur certaines sculptures que l'offrande portée sur les épaules ne soit pas un jeune bélier. Par exemple le Moscophore, une statue en marbre datant de 570 a.v J.-C. découverte sur l'Acropole d'Athènes en 1864 porte l'inscription "Rhombos", possiblement le donateur, qui a voulu commémorer son sacrifice. Ici l'offrande est un jeune taureau, mais la pose avec l'offrande sur les épaules tenues par les pattes avant est identique à de nombreux kriophoroi. Le Moscophore est l'une des plus célèbres représentations de Kriophore et est exposée au musée de l'Acropole.
La figure du Kriophoros en tant que vignette pastorale est devenue une représentation courante des mois ou des saisons, le plus souvent mars ou avril.

## LesKriophoroiet "Le Bon Pasteur"

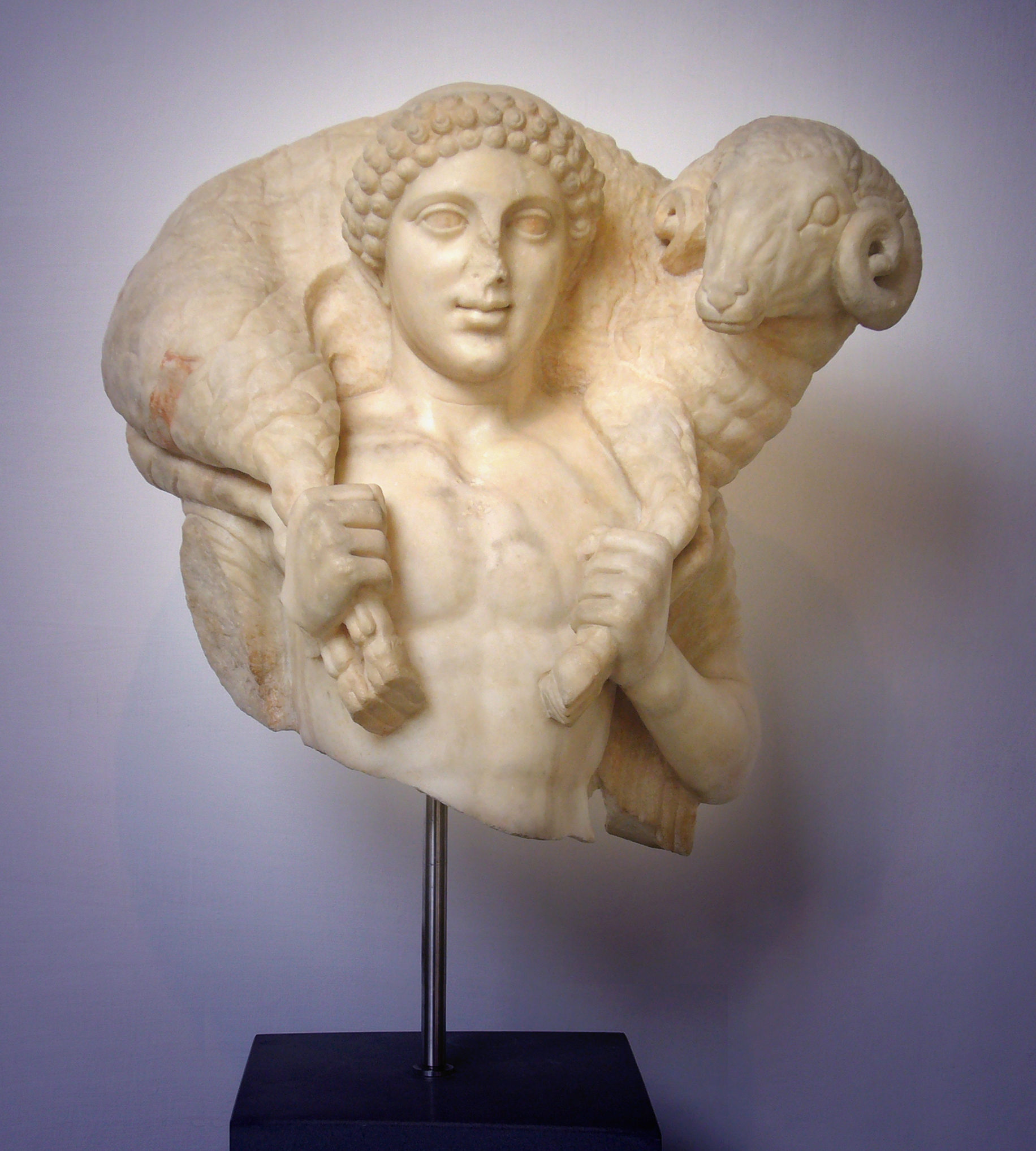
Copie romaine tardive en marbre du Kriophoros de Calamis (Musée Barracco, Rome).

Des sculptures romaines du IVe siècle et même celles du IIIe siècle, sont parfois identifiées à la figure du Christ  comme « Bon Pasteur », illustrant la péricope de l'Évangile selon Jean, ainsi qu'une œuvre littéraire chrétienne du IIe siècle : Le Berger d'Hermas. Hermès Kriophoros s'est ainsi transformé en Christ portant un agneau et marchant parmi les moutons. Ce motif du Bon Pasteur est courant dans les catacombes de Rome, notamment sur les reliefs des sarcophages où le symbolisme chrétien se retrouve mélangé au symbolisme païen, rendant difficile son identification formelle. On retrouve cette figure dans les peintures murales du baptistère de l'église Doura-Europos, une maison-église à Doura-Europos datant d'avant 256. On en trouve plus communément dans les mosaïques chrétiennes du VIe siècle, telles que celle du mausolée de Galla Placidia à Ravenne.
Tous les Kriophoros, même à l'époque chrétienne, ne représentent pas nécessairement le Christ comme Bon Pasteur. Ainsi un berger kriophore fuyant avec son troupeau l'attaque d'un loup a été considéré comme une simple figure pastorale plutôt que comme une représentation du Christ. Toutefois, le berger est l'une des  représentations symboliques de Jésus les plus couramment utilisées durant la persécution des chrétiens sous l'Empire romain, puisque l'art paléochrétien devait être discret et ambigu. À partir du Ve siècle, le faible nombre de représentation ne laisse aucun doute sur l'identité du berger, comme c'est le cas pour Ravenne.